# NK Varaždin
NK Varaždin eller Varteks Varaždin var en kroatisk fotbollsklubb från staden Varaždin i den nordöstra delen av landet. De spelar sina hemmamatcher på Stadion Anđelko Herjavec (även känd under namnet Varteks Stadium), som tar 10 800 åskådare. Lagets supportergrupp heter White Stones.

## Historia
Klubben grundades den 3 juni 1931 under namnet NK Slavija och existerade under det namnet till 1941. Under andra världskriget hade klubben ett uppehåll, då de så att säga slutade att finnas, men återskapade sig själv som NK Tekstilac år 1945. Klubben fick sitt nuvarande namn 1958. Namnet är från ett Varaždinbaserat textil- och klädesföretag, Varteks, som har varit klubbens huvudsponsor sedan namnbytet.
Den första stora framgången fick klubben redan 1938, när de kvalade in till Jugoslaviens nationella fotbollsliga. I Jugoslavien var lagets främsta framgång när de nådde final i den jugoslaviska cupen 1961, som de förlorade mot den makedonska klubben FK Vardar.
NK Varteks har varit i den kroatiska högstaligan sedan ligan grundades år 1991. Hittills har de aldrig lyckats med att vinna några titlar, men är vanligtvis på den övre halvan av tabellen och har kommit tvåa i den kroatiska cupen fem gånger. 1999 nådde laget en märkvärdig internationell succé då de kom till kvartsfinal i den numera nedlagda Cupvinnarcupen, men besegrades av RCD Mallorca med 3-1 i dubbelmötets bortamatch, efter att ha spelat oavgjort, 0-0, hemma. De har också väckt uppståndelse ytterligare en gång när de slog ut Aston Villa FC ur Uefa Europa League tack vare bortamåls-regeln.
År 2006 spelade laget i Uefacupen 2006/2007, men de blev utslagna i första kvalificeringsomgången av den albanska klubben KF Tirana.

## Säsong för säsong
NK Varaždin (1931–2015)
| Säsong    | Nivå | Liga     | Pos. | Referens |
| --------- | ---- | -------- | ---- | -------- |
| 2009/2010 | 1    | Prva HNL | 10   | [ 1 ]    |
| 2010/2011 | 1    | Prva HNL | 11   | [ 2 ]    |
| 2011/2012 | 1    | Prva HNL | 16   | [ 3 ]    |
| 2012/2013 | x    | x        | x    |          |